# Freddy in Space 2
Freddy in Space 2 (deutsch etwa: Freddy im Weltraum 2, oft FiS 2 abgekürzt) ist ein Ableger der Five‐Nights‐at‐Freddy’s‐Reihe. Das Spiel wurde von Scott Cawthon als Teil einer Wohltätigkeitsaktion geschaffen und ist nicht Teil der übrigen FNaF‐Kontinuität.
Das Spiel ist eine Fortsetzung eines Minispiels aus FNaF World namens Five Nights at Freddy’s 57: Freddy in Space.

## Handlung
Das Intro zeigt Freddy Fazbear auf dem Weg zurück zu seiner Raumstation nach einer Mission in den Tiefen des Weltalls. Er hat Bonnie, Chica, Foxy, Puppet und seinen Sohn in der Obhut des Sicherheitssystems L.O.L.Z.H.A.X. (Logarithmic Online LAN‐compatible Zero‐error Hydraulic Auxiliary Xylophone, dt.: Logarithmisches, LAN‐kompatibles, unfehlbares, hydraulisches, unterstützendes Online‐Xylophon) gelassen. Kurz vor der Ankunft erreicht ihn ein Hilferuf seines Sohns, der ihm berichtet, dass LolzHax sich gegen die Bewohner der Raumstation gewendet habe und Bonnie, Chica, Foxy und Puppet einer Gehirnwäsche unterzogen und ihn ausgesperrt habe. Freddy muss jetzt seine Freunde befreien und seinen Sohn retten, bevor ihm die Luft ausgeht.
In jedem der vier Level des Spiels kann ein Charakter gerettet werden. Sind alle vier Freunde Freddys gerettet, kann gegen LolzHax selbst gekämpft werden. Es zu besiegen führt zu einem von zwei Enden, je nachdem wie lange für das Durchspielen gebraucht wurde. Wurde es in 30 Minuten oder weniger abgeschlossen, wird ein Bildschirm gezeigt, auf dem Freddy, Bonnie, Chica, Foxy, Puppet und Freddys Sohn zu sehen sind. Hat der Spieler länger gebraucht, konnte Freddys Sohn nicht gerettet werden und fehlt daher auf dem Endbildschirm.

## Spielprinzip
Der Spieler steuert seinen Charakter durch eine zweidimensionale Welt. Durch die Nummerntasten kann er jederzeit den Charakter wechseln. In der Spielwelt befinden sich viele Hindernisse, die im Jump-’n’-Run-Spielprinzip überwunden werden müssen, wobei die Charaktere unterschiedlich hoch springen können. Außerdem gibt es eine Vielzahl von Gegnern, die den Spieler angreifen und ihm schaden können, weshalb jeder Charakter eine Waffe besitzt, mit der er sich verteidigen kann. Freddy hat eine Laserpistole, Bonnie eine Gitarre, die Musiknoten schießt, Chica riesige Cupcakes, Foxy einen Flammenwerfer und Puppet Geschenkboxen, die es um sich herumwirbelt. Die Gegner zu besiegen bringt Erfahrungspunkte, die dem Charakter zugutekommen, der gerade auf dem Feld ist. Jeder Charakter kann fünf Level aufsteigen, was jedes Mal seine Waffe hinsichtlich Stärke und Reichweite verbessert.

## Entwicklungsgeschichte
Am 8. August 2019, dem fünfjährigen Jubiläum von Five Nights at Freddy’s lud Cawthon auf der Seite fnafworld.com ein Bild hoch, dass die Nummer 58 auf einem komplett schwarzen Hintergrund zeigte. Das Bild über ein Bearbeitungsprogramm aufzuhellen machte mehrere Kommentare sichtbar, die sich negativ über ein Werk Cawthons äußerten. Dies wurde gemeinhin als Anspielung auf den anfänglichen Empfang von FNaF World verstanden. In einem am selben Tag aktualisierten Steam‐Post kündigte Cawthon an, dass das Spiel im Gegensatz zu den restlichen geplanten FNaF‐Produkten ein von ihm allein entwickeltes Projekt werden würde.
Am 29. September 2019 wurde fnafworld.com mit einem neuen Teaser für das Spiel aktualisiert. Er zeigte einen sehr muskulösen Freddy Fazbear in einem zerschlissenen Raumanzug, zu dessen Füßen ein weiblicher silbergrauer, anthropomorphisierter Fuchs sitzt. Nur wenige Stunden später entfernte Cawthon das Bild wieder von der Seite und entschuldigte sich auf Reddit dafür, dass er es mit dem Teaser übertrieben habe.
Der YouTube‐Kanal The Game Theorists lud am 16. November 2019 ein Video hoch, in dem angekündigt wurde, dass am 3. Dezember ein neunstündiger Livestream stattfinden werde, um Geld für das St. Jude Children’s Research Hospital zu sammeln. Im Laufe dieses Streams werde ein komplett neues, eigens für ihn entwickeltes FNaF‐Spiel präsentiert werden. Er erklärte außerdem, dass Scott Cawthon in dem Spiel Geld versteckte habe und er am Ende des Streams so viel Geld an das Krankenhaus spenden werde, wie MatPat finden könne. Cawthon gab später an, das bereits geplante Projekt 58 zu diesem Spiel umfunktioniert zu haben.
Freddy in Space 2 wurde schließlich zu Beginn des Livestreams kostenlos über Game Jolt veröffentlicht, um Fans die Möglichkeit zu geben, Geheimnisse zu finden und sie MatPat mitzuteilen, sobald das FNaF‐Segment auf dem Livestream anfing.